# Firsby
Firsby är en ort och civil parish i Storbritannien.   Den ligger i grevskapet Lincolnshire och riksdelen England, i den sydöstra delen av landet, 180 km norr om huvudstaden London. Firsby ligger 10 meter över havet och antalet invånare är 276.
Terrängen runt Firsby är platt. Runt Firsby är det ganska tätbefolkat, med 75 invånare per kvadratkilometer. Närmaste större samhälle är Skegness, 10,6 km öster om Firsby. Trakten runt Firsby består till största delen av jordbruksmark.